# Andreas Hinterholzer
Andreas Hinterholzer (* 18. Juni 1875 in Latzfons; † 14. Mai 1956) war ein österreichischer Bildhauer.

## Leben

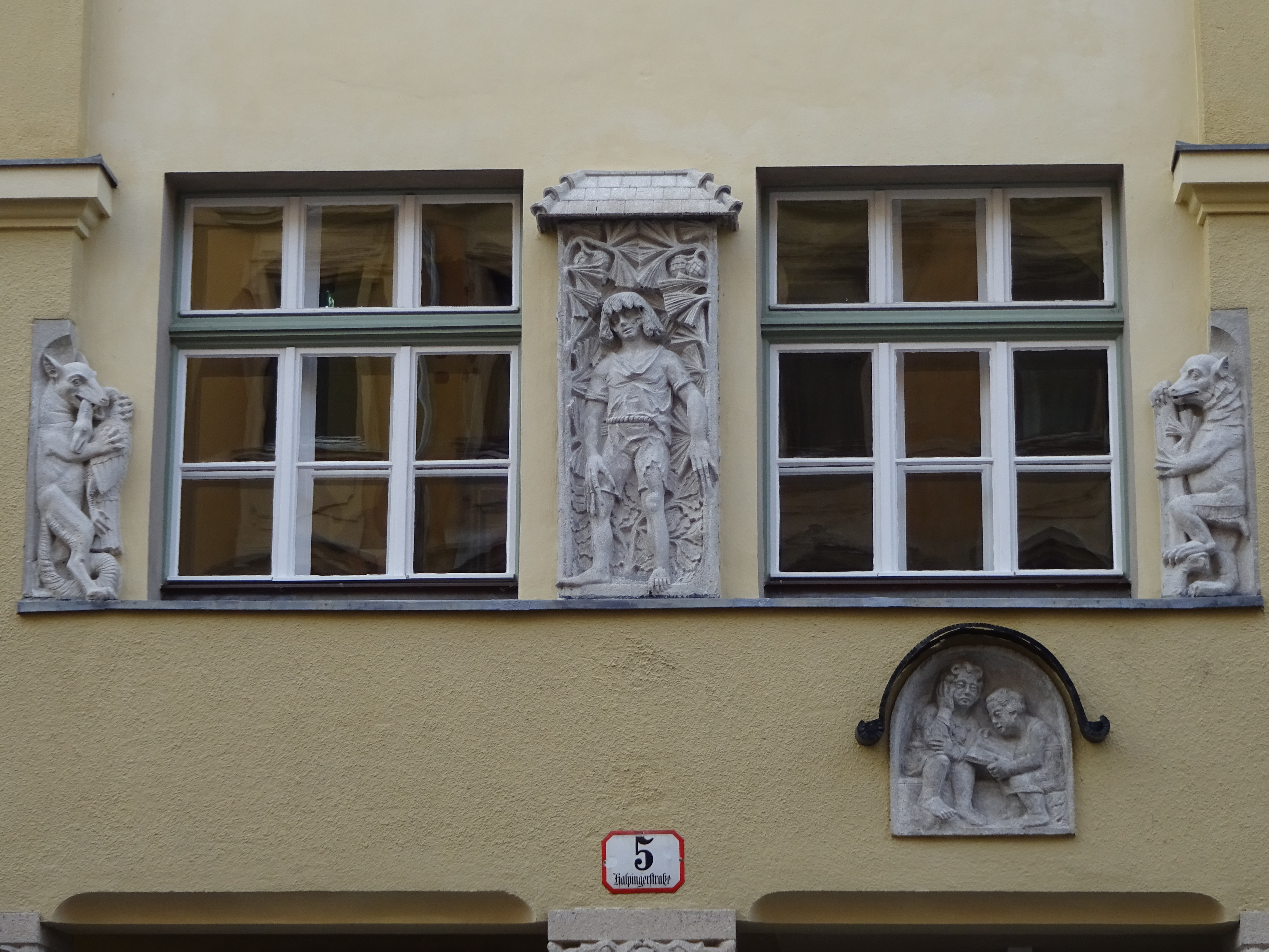
Fassadenreliefs an der ehem. Knabenvolksschule Haspingerstraße

Andreas Hinterholzer besuchte die Fachschule in Bozen und die Kunstgewerbeschule Zürich bei Josef Regel. Anschließend bildete er sich in Nürnberg, Münster, Hamburg, Berlin und München weiter. Ab 1902 arbeitete er im Atelier von Georg Wrba, zunächst als Schüler in München, danach als Mitarbeiter in Berlin und Dresden. 1909 ließ er sich in Innsbruck-Pradl nieder und war als freischaffender Künstler tätig.
Zu seinen Werken gehören Plastiken aus Stein, aber auch aus Holz, darunter Brunnen, Grabmäler, Kriegerdenkmäler und sakrale Skulpturen. Seine dekorative Bauplastik wie Füllungen, Kapitelle oder Supraporten ist in der Art romanischer Portalplastiken oder gotischer Drolerien gestaltet und verbindet in phantasiereicher und humorvoller Weise Ornamentales mit Figürlichem wie Putten, Fratzen, Tieren oder Fabelwesen.

## Werke

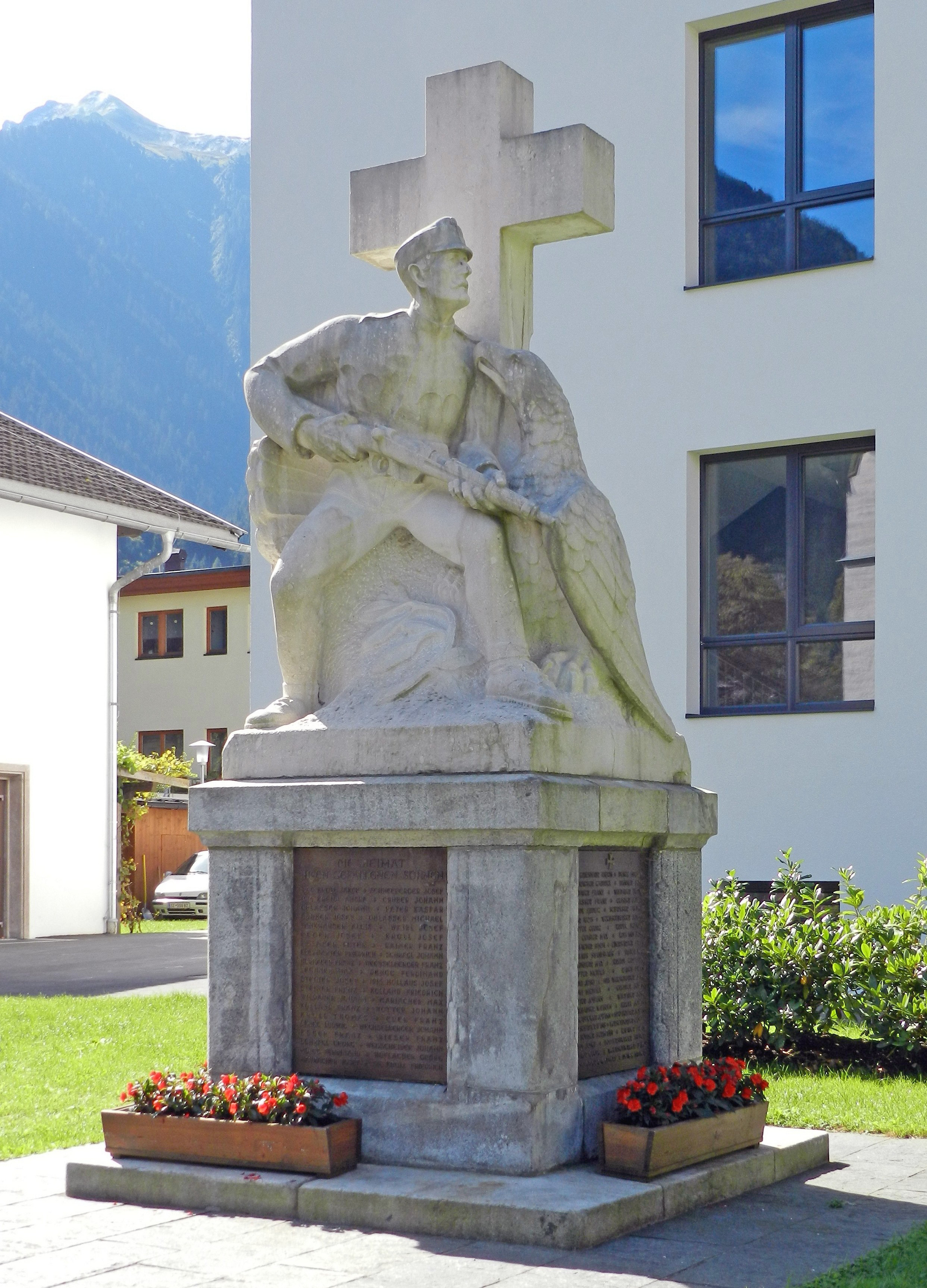
Kriegerdenkmal in Mayrhofen

- Wappen an der Eingangsfassade des Canisianums, Innsbruck, 1911[1]
- Portalaufsätze und Pfeilerkapitelle, Knabenbürgerschule (heute: Mittelschule) Müllerstraße, Innsbruck, 1911[2]
- Fassadenreliefs, Wohnhaus Gumppstraße 12, Innsbruck, 1912 (zugeschrieben)[3]
- Fassadenreliefs Struwwelpeter, lernende Knaben, phantastische Tierfiguren, Wappen, Knabenvolksschule Haspingerstraße (heute: Bundesbildungsanstalt für Elementarpädagogik), Innsbruck, 1914[4]
- Fassadenrelief mit Fischen, Hahn und Obstschale, Alte Markthalle, Innsbruck, um 1914 (zugeschrieben)[5]
- Kriegerdenkmal St. Johann in Tirol, 1923 (Ausführung nach Entwurf von Franz Mühlegger)[6]
- Kriegerdenkmal, Mayrhofen, 1924[7]
- Kriegerdenkmal für die Gefallenen des Ersten Weltkrieges, Finkenberg, 1925[8]
- plastischer Fassadenschmuck, Villa Retter, Innsbruck, 1927[9]
- Kruzifix, Seminarkirche im Bischöflichen Gymnasium Paulinum, Schwaz, 1932[10][11]
- Bildhauerarbeiten für die gotische Halle im Schloss Heroldsberg bei Nürnberg